# Amata caspia
Amata caspia is een vlinder uit de familie van de spinneruilen (Erebidae), onderfamilie beervlinders (Arctiinae). De wetenschappelijke naam van de 
soort is voor het eerst geldig gepubliceerd in 1877 door Staudinger.
Deze nachtvlinder komt voor in Europa.